# 礼貌数
礼貌数是指可以表示連續的正整數和，前幾個禮貌數為3、5、6、7、9、10、11、12、13、14、15（ A138591）

## 性質
唯一不禮貌數的是2的冪，很接近百分之百的數都是禮貌數，禮貌數有無限多個，除了1以外，所有的三角形數也都是禮貌數，有奇數因數的就是禮貌數。
只要不是殆完全數的正整數都是禮貌數。

## 禮貌數
正數的“禮貌”被定義為可以表示為連續整數之和的方式的數量。對於每個x，x的禮貌等於x的奇除數的數量大於1。